# Acontias rieppeli
Acontias rieppeli là một loài thằn lằn trong họ Scincidae. Loài này được Lamb, Biswas & Bauer mô tả khoa học đầu tiên năm 2010.